# Baptiste Santamaria
Baptiste Santamaria, född 9 mars 1995, är en fransk fotbollsspelare som spelar för Rennes.

## Karriär
Den 17 augusti 2021 värvades Santamaria av franska Rennes, där han skrev på ett fyraårskontrakt. Två dagar senare debuterade Santamaria i en 2–0-vinst över Rosenborg i playoffomgången i Europa Conference League.